# Іванов Євгеній Сергійович
Євге́ній Сергі́йович Івано́в — (нар. 20 серпня 1978 — пом. 25 вересня 2020, поблизу міста Чугуїв, Харківська область, Україна) — український військовослужбовець, прапорщик Збройних сил України.
Загинув в авіакатастрофі Ан-26 поблизу міста Чугуїв.

## Нагороди та відзнаки
- медаль «За військову службу Україні» (посмертно, 6 жовтня 2020) — за самовіддане служіння Українському народові, зразкове виконання військового обов’язку[3]